# نادیده (فیلم ۱۹۸۰)
نادیده (انگلیسی: The Unseen) فیلمی در ژانر ترسناک به کارگردانی دانی اشتاینمان است که در سال ۱۹۸۰ منتشر شد. از بازیگران آن می‌توان به استیون فرست، سیدنی لاسیک، باربارا باک، و داگلاس بار اشاره کرد.